# Biserica Sfântului Spirit din München

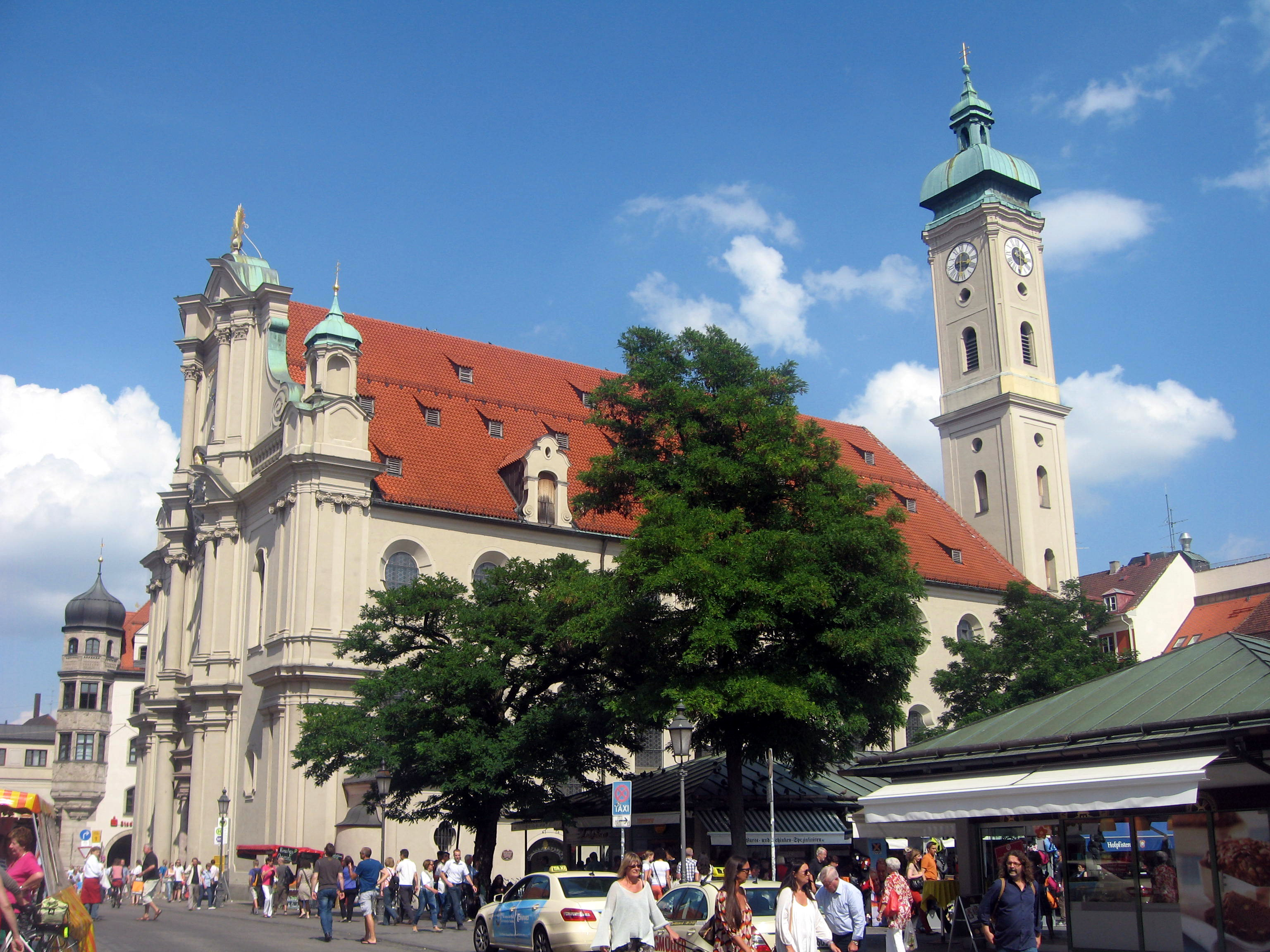
Biserica Sfântului Spirit din München

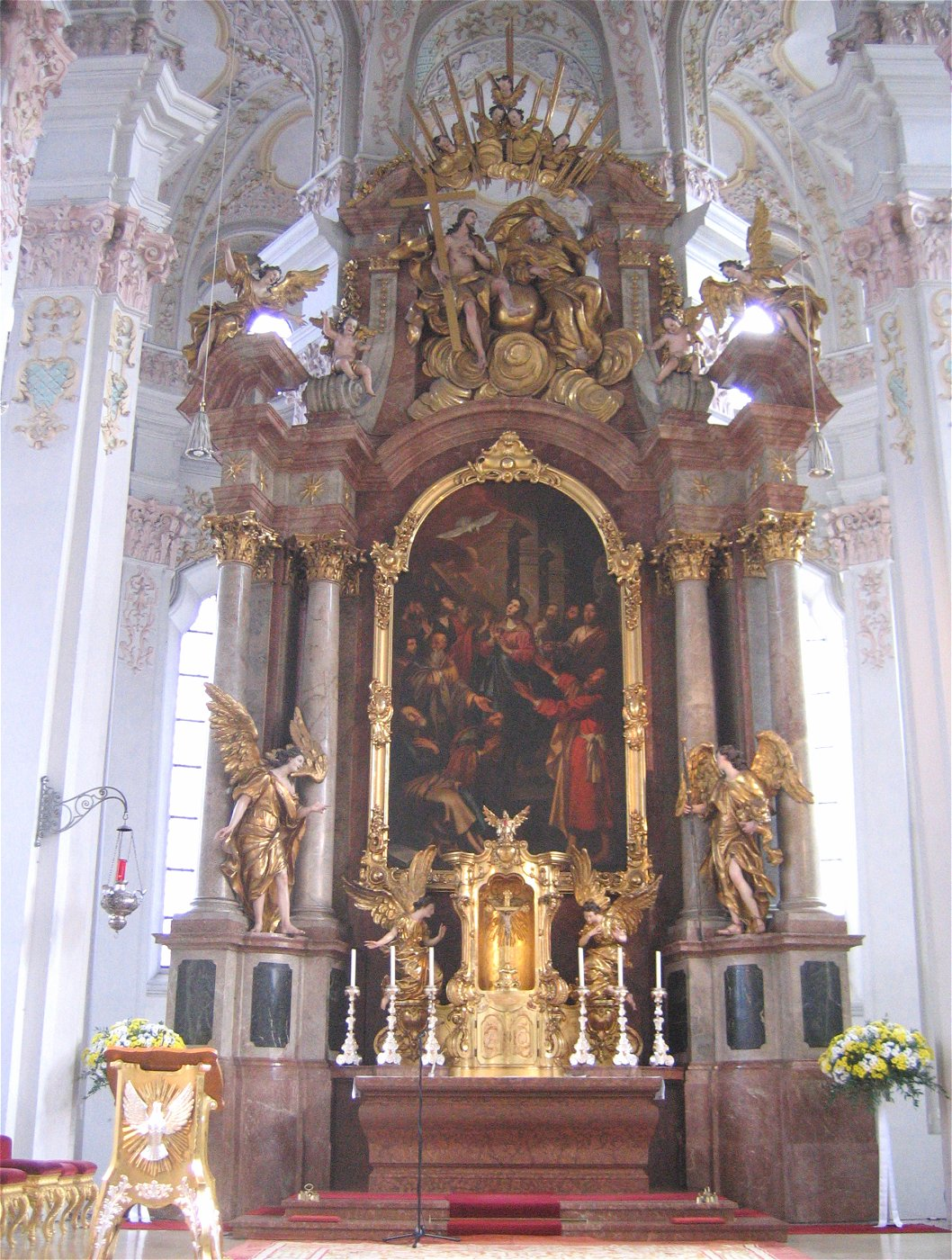
Altarul

Biserica Sfântului Spirit din München (în germană Heilig-Geist-Kirche) este una din cele mai vechi biserici din München, capitala landului Bavaria.

## Istoric
Ducele Ludovic I al Bavariei (1183-1231) a fondat în anul 1208 un spital, care se afla pe Thalburgtor, în locul unde se înalță astăzi turnul Primăriei Vechi. Acest spital dispunea de o capelă în stil romanic, care era dedicată Sfintei Ecaterina din Alexandria. Această capelă se afla probabil în clădirea spitalului. Ea este menționată pentru prima dată în scrisoarea de protecție a Papei Inocențiu al IV-lea din 1250 pentru spital ca „ecclesia sancti spiritus de Monacho”, adică Biserica Sfântului Spirit din Munchen, denumită probabil după numele spitalului. Astfel, ea a fost cunoscută până în secolul al XIV-lea sub numele de Capela Sf. Ecaterina (Katharinenkapelle).
După ridicarea în anul 1271 a Spitalului Heilig-Geist ca cea de-a treia parohie din orașul München, această capelă a devenit biserică parohială a spitalului.
Incendiul din 1327 a distrus spitalul, inclusiv Capela Sf. Ecaterina. Astfel, a fost construită o clădire în stil gotic după modelul unei biserici-hală în stil bavarez cu ambulatoriu. Ultimul meșter constructor a fost Gabriel Ridler, care a finalizat în 1392 lucrările de construcție a bisericii.
Biserica Sfântului Spirit a fost refăcută în întregime în stil baroc în anii 1724-1730 de către Johann Georg Ettenhofer (bolțile și pilaștrii) și de cunoscuții frați Asam (frescele în stil rococo și ornamentele din stuc).
După adoptarea legilor de secularizare în 1806, inspirate de modelul realizat de Napoleon, spitalul a fost parțial demolat pentru a face loc pentru piața alimentară Viktualienmarkt. Franz Löwel a extins biserica între 1885 și 1888, adăugând trei travee spre vest până la Viktualienmarkt. Turla de pe latura estică a bisericii amintește de biserica construită în fața spitalului. Fațada a fost refăcută în 1895 în stil neo-baroc. În perioada 1907-1908 a avut loc o renovare completă. Pereții exteriori ai bisericii au fost în mare parte distruși de bombardamentele aeriene ale aliaților din 1944-1945. Reconstrucția a început în 1946 și este astăzi în curs de desfășurare. Sfințirea altarului a avut loc în 1955. Începând din 1973, frescele realizate de frații Asam, altarul central și întregul interior au fost reconstruite sub conducerea unei echipe coordonate de Erwin Schleich.

## Interior
Interiorul bisericii amestecă stilurile gotic și baroc. Nikolaus Stuber este meșterul care a realizat altarul, dar interiorul bisericii a fost grav avariat de bombardamentele de la sfârșitul celui de-al Doilea Război Mondial și cele mai multe părți componente au fost reconstruite identic. Icoana centrală a altarului reprezentând Coborârea Sfântului Spirit a lui Ulrich Loth (1649) este originală, ca și cei doi îngeri de pe fiecare colț al altarului sculptați de Johann Georg Greiff.
Biserica este încă în curs de restaurare.

## Imagini

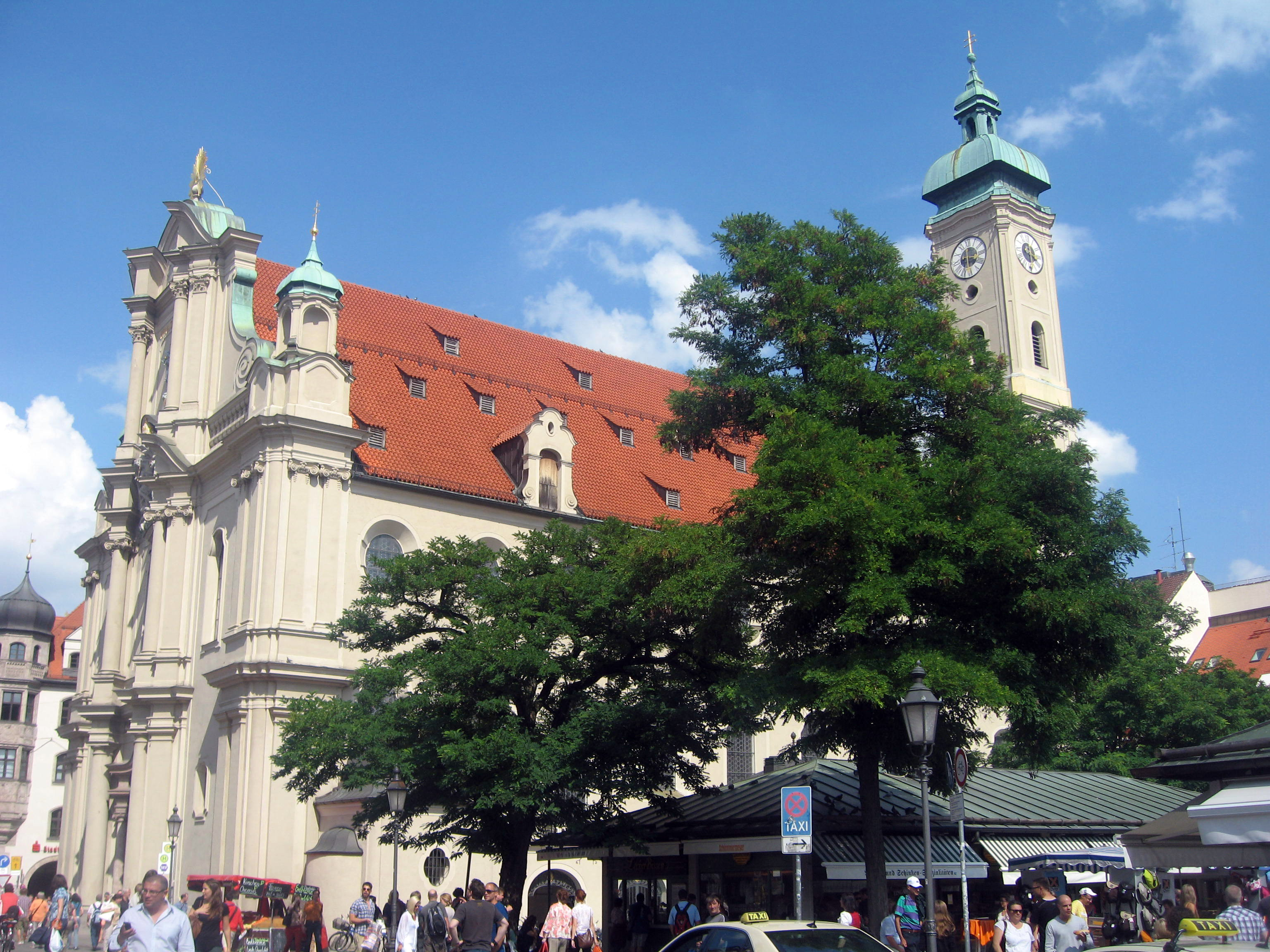
Biserica Sfântului Spirit din München
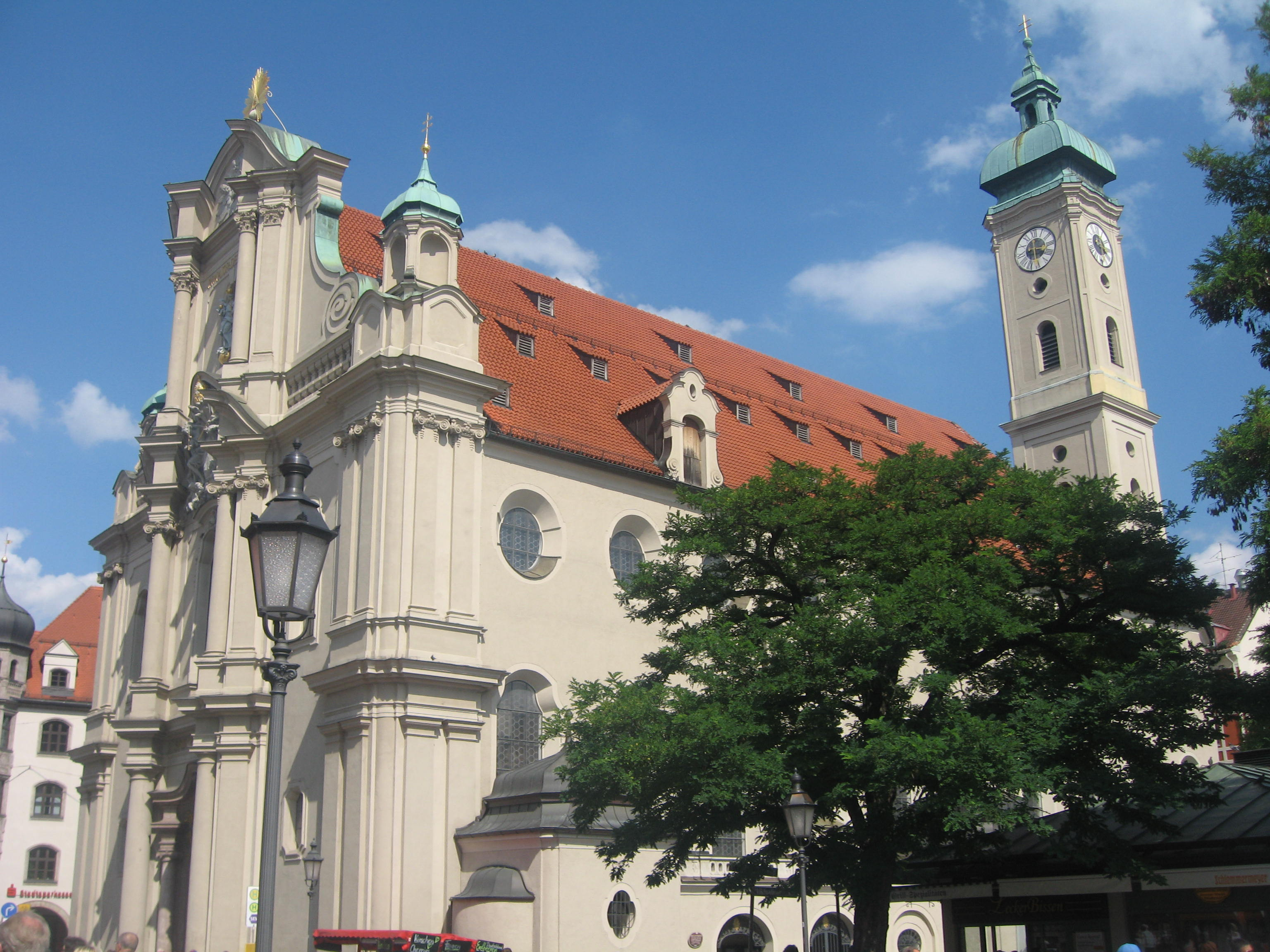
Biserica Sfântului Spirit din München
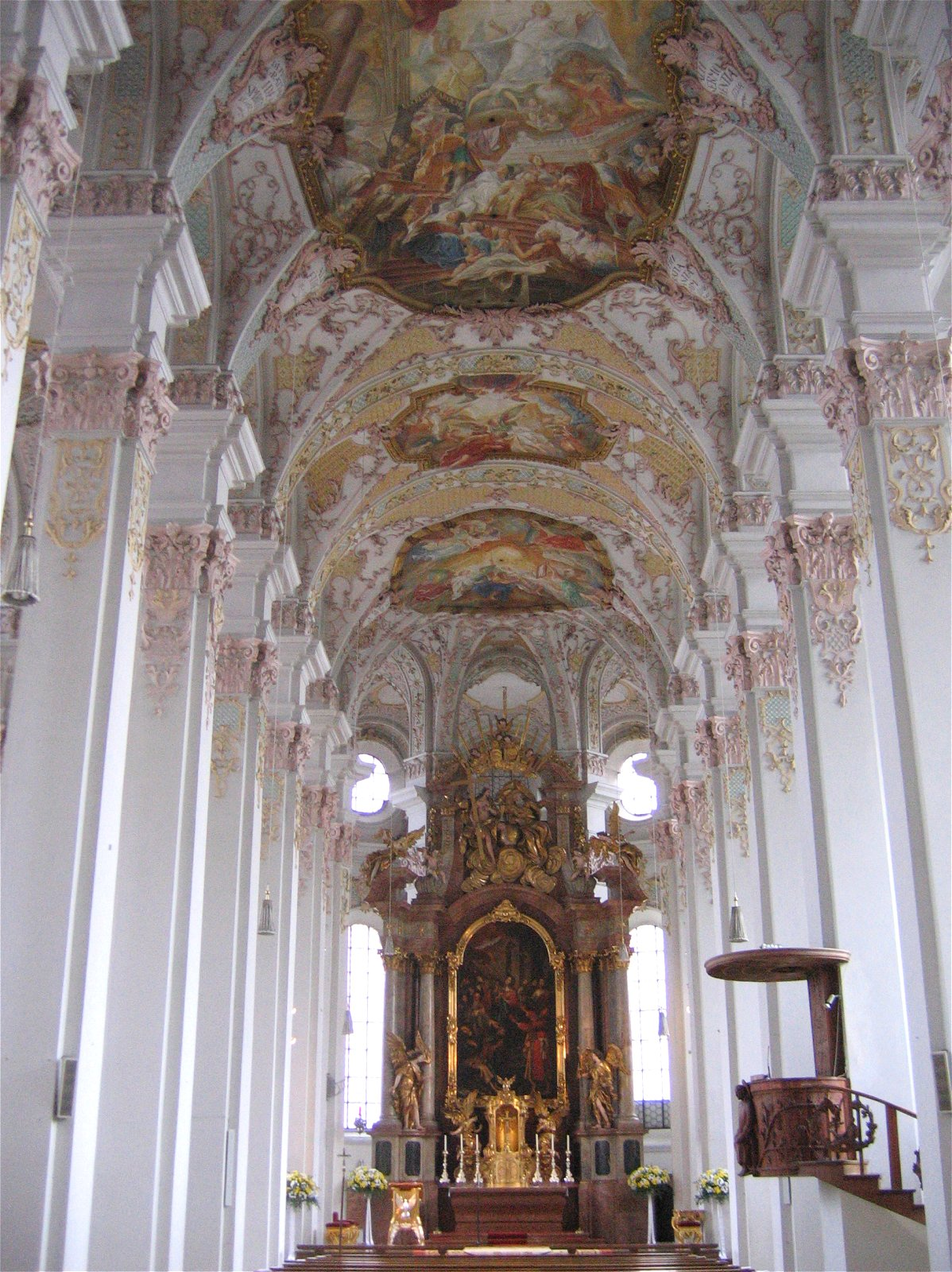
Interiorul bisericii
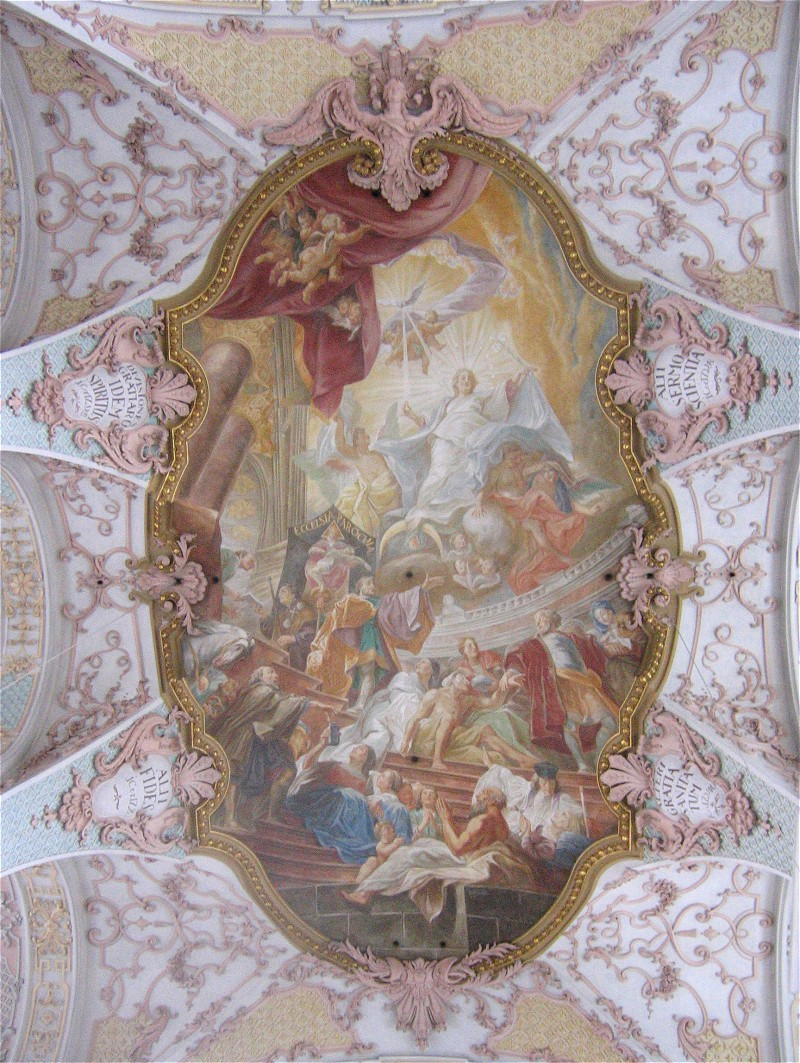
Frescele de pe plafon
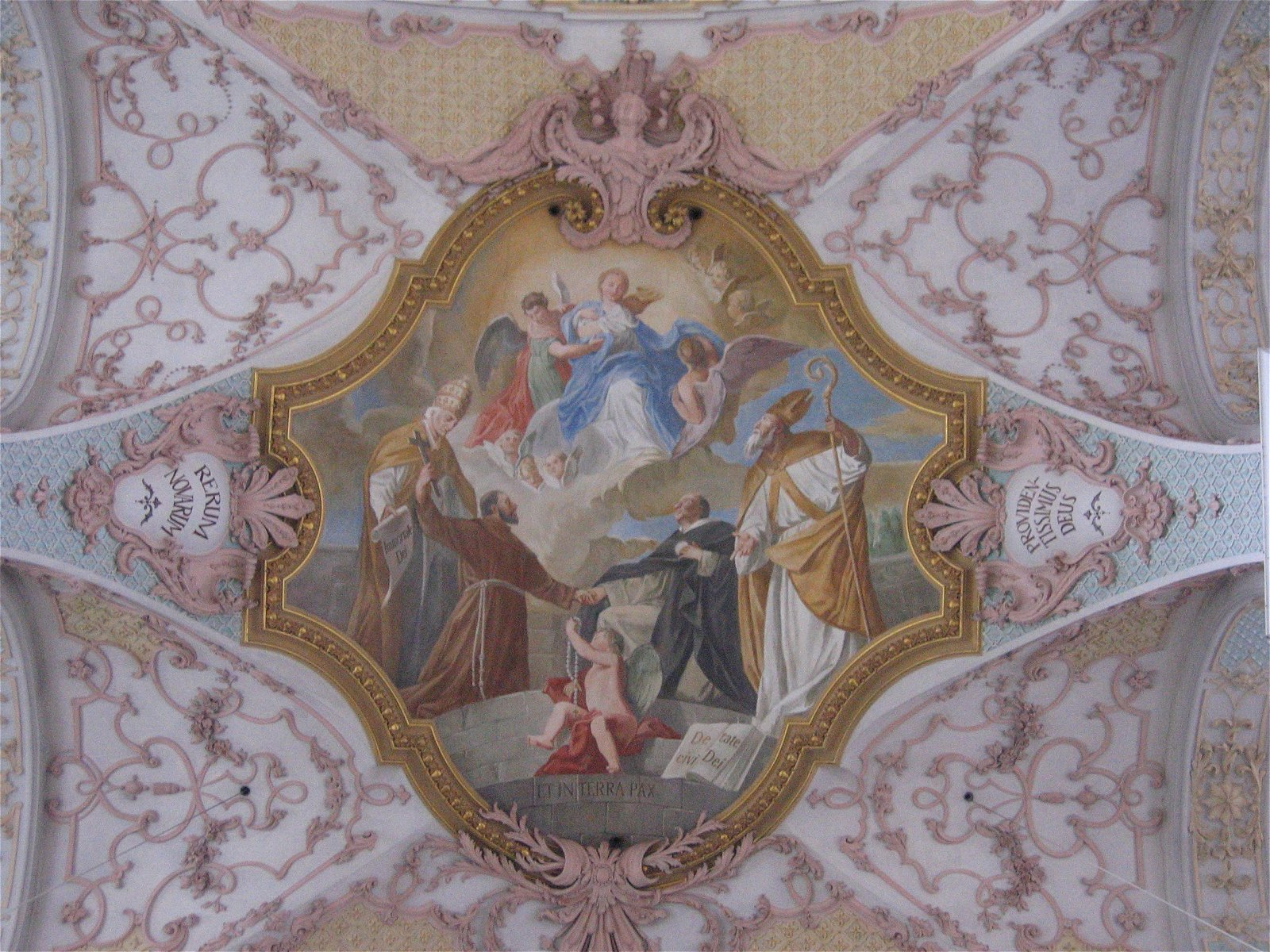
Fondarea ordinelor franciscan şi dominican
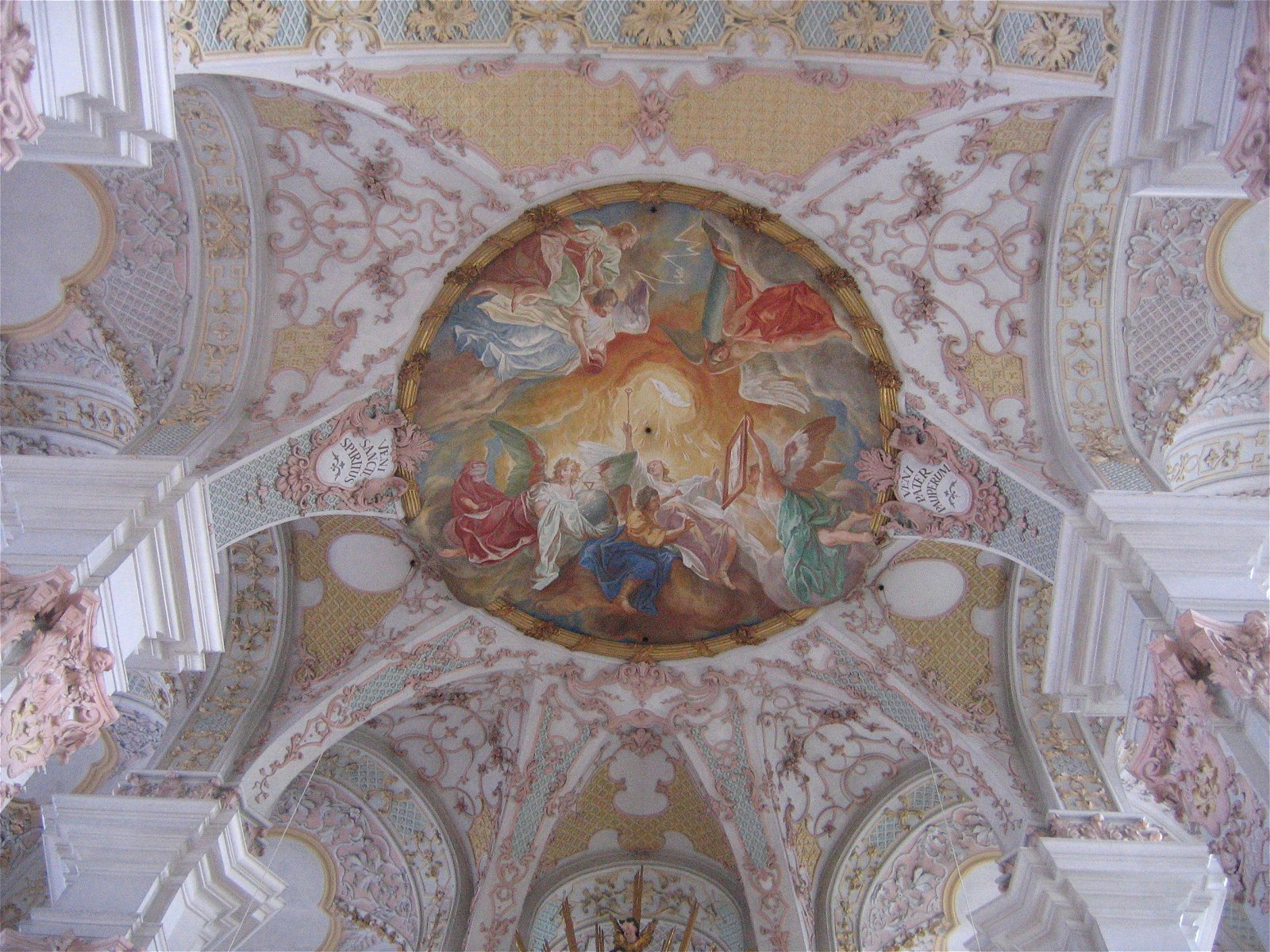
Cele şapte daruri ale Sfântului Spirit